# Беспорядки в Молдове (1989)
Гражданские беспорядки 1989 года в Кишинёве (рум. Tulburările civile din Chișinău) начались 7 ноября 1989 года в Кишинёве, Молдавская ССР, и продолжились 10 ноября, когда протестующие сожгли штаб-квартиру Министерства внутренних дел (возглавляемого Владимиром Ворониным). Фестивали 7 ноября 1989 года, посвящённые Октябрьской революции, и 10 ноября, посвящённые советской милиции, предоставили оппозиционерам прекрасную возможность бросить вызов властям в очень заметных условиях и сорвать события, имеющие первостепенное значение для советского режима[стиль]. Во время первого мероприятия протестующие прервали военный парад с участием войск Кишинёвского гарнизона на площади Победы (ныне Площадь Великого Национального Собрания), что вынудило военных отменить запланированную на тот день передвижную колонну.
Активисты Народного фронта Молдовы, зачастую выходя за рамки официальных санкций руководства движения, организовывали действия, ставящие в неловкое положение руководство республики, что в конечном итоге привело к беспорядкам в центре Кишинёва. Эти волнения решили судьбу утрачивающего позиции Первого секретаря ЦК Коммунистической партии Молдавии. На заседании Политбюро ЦК КПМ 9 ноября первый секретарь партии Семён Гроссу призвал милицию привлечь к ответственности и арестовать виновных в событиях 7 ноября. Более того, он предложил депортировать задержанных за пределы Молдавии. 10 ноября митингующие сожгли здание МВД. 10 ноября министр внутренних дел Владимир Воронин скрывался в здании ЦК КПСС[уточнить], а защита МВД была возложена на генерала Жукова.
По прошествии года, когда Семён Гроссу и его организация подверглись нападениям как со стороны правых националистов-возрожденцев, так и со стороны «ультрареволюционных» левых-интернационалистов, Москва сменила первого секретаря на Петра Лучинского на внеочередном пленуме ЦК 16 ноября 1989 г.